# Экерем (порт)
Экерем (прежнее название — Окарем; туркм. Ekerem port nokady) — портовый пункт в Туркменистане. Расположен в юго-западной части посёлка Экерем.
Портовый пункт был построен в 1960—1962 годах, и относится к Туркменбашинскому порту. Порт обслуживает танкеры, перевозящие нефть и нефтепродукты.
В портовом пункте имеетс пирс, акватория у оконечности которого углублена. Длина причала-пирса составляет 790 м (63 м без учёта длины эстакады), а ширина — 5 м. Длина судоходного канала порта составляет 3,3 км, ширина — 70 м, а глубина — 6 м.